# دلووهی ویزد
دلووهی ویزد (به چکی: Dlouhý Újezd) یک منطقهٔ مسکونی در جمهوری چک است که در ناحیه تاخوو واقع شده‌است. دلووهی ویزد ۸٫۴۹ کیلومتر مربع مساحت و ۳۶۰ نفر جمعیت دارد و ۵۲۷ متر بالاتر از سطح دریا واقع شده‌است.